# Enrico Pocognoni
Don Enrico Pocognoni (Differdange, 6 febbraio 1912 – Braccano, 24 marzo 1944) è stato un presbitero, partigiano e antifascista italiano, medaglia d'oro al valor civile.

## Biografia
Nato a Differdange in Lussemburgo, dove la famiglia era emigrata, rientra in Italia e frequenta il seminario di Fabriano e il 22 aprile 1935, a Fano, riceve l'Ordinazione sacerdotale.
Diviene viceparroco della cattedrale, insegna nella Regia Scuola "Filippo De Sanctis" e si prende cura dei giovani dell'Azione Cattolica.
Il 28 febbraio 1943 diviene canonico della cattedrale e viene trasferito come parroco a Braccano, una frazione di Matelica. Oltre che nell'attività pastorale, si impegna attivamente nel supporto spirituale e materiale dei partigiani. Arrestato una prima volta nel novembre 1943 per collusione con le bande partigiane, verrà rilasciato su pressione del Capo della provincia di Macerata dopo aver giurato di attendere, per il futuro, esclusivamente al suo ministero sacerdotale. (Vds. G. Piangatelli, op. cit. pp. 97-98).
Durante un rastrellamento avvenuto a Braccano, viene catturato a seguito di un violento scontro a fuoco, al quale prese attivamente parte con altri tre partigiani, sparando con una mitragliatrice dal campanile della chiesa. Nella successive operazioni di perquisizioni nella chiesa, fu rinvenuto un cospicuo quantitativo di armi e munizioni, frutto di un precedente aviolancio eseguito nella notte fra il 22 e il 23 marzo. Per le leggi di guerra all’epoca vigenti, fu fucilato sul posto, il 24 marzo 1944, assieme agli altri tre partigiani arrestati, in quello che viene ricordato come l'Eccidio di Braccano. (Vds. A. Di Nicola, Da Torone a Vittorio Veneto, storia del I battaglione M IX settembre, op. cit, pp. 90-91).
A Matelica la Regia Scuola "Filippo De Sanctis" gli viene intitolata e diventa l'Istituto professionale "Don Enrico Pocognoni".
Il 26 febbraio 1969 il Presidente della Repubblica Italiana Giuseppe Saragat gli conferisce la Medaglia d'oro al valor civile.